# Campeonato Europeu de Beisebol de 2010
O Campeonato Europeu de Beisebol de 2010 foi a 31º edição do principal torneio entre seleções nacionais de beisebol da Europa. A campeã foi a Seleção Italiana de Beisebol, que conquistou seu 9º título na história da competição. O torneio foi sediado na Alemanha.

## Classificação final
| Pos. | Equipe        |
| ---- | ------------- |
| 1    | Itália        |
| 2    | Países Baixos |
| 3    | Alemanha      |
| 4    | Grécia        |
| 5    | Suécia        |
| 6    | França        |
| 7    | Chéquia       |
| 8    | Reino Unido   |
| 9    | Espanha       |
| 10   | Bélgica       |
| 11   | Croácia       |
| 12   | Ucrânia       |